# Arctosa laminata
Arctosa laminata là một loài nhện trong họ Lycosidae.
Loài này thuộc chi Arctosa. Arctosa laminata được Yu & Da-xiang Song miêu tả năm 1988.